# Волфганг Абендрот
Волфганг Абендрот ( ; Елберфелд, 2. мај 1906. — 15. септембар 1985,Франкфурт на Мајни је био немачки професор филозофије и филозоф, социолог и политолог. промовисан је у Берну 1935. а од 1937-1941, због антинацистичке делатности, био је у логору. После Другог светског рата био је доцент на Универзитету у Халеу, потом и професор у Лајпцигу, Јени и Марбургу. Био је немачки марксист. Његови главни списи усмерени су према противречностима грађанског друштва, посебно у Савезној Републици Немачкој.

## Дјела

### Филозофске студије
- "Wirtschaft, Gesellschaft und Demokratie in der Bundesrepublik", (1965).
- "Das Grundgesetz", (1966).
- "Antagonistische Gesellschaft und politische Demokratie", (1967).